# Pusztaföldvár
Pusztaföldvár je vas na Madžarskem, ki upravno spada pod podregijo Orosházi Županije Békés.